# 圣天使桥
圣天使桥（義大利語：Ponte Sant'Angelo），又名哈德良桥（Pons Aelius），是意大利罗马的一座古罗马桥梁，跨台伯河，公元134年由罗马皇帝哈德良兴建，连接市中心与他新建的陵墓，即今日的圣天使城堡。这座桥表面用大理石铺砌，有三个桥拱。这座桥是目前仅供行人步行，提供了圣天使城堡上相的前景。它连接桥区（Ponte，得名于该桥）与博尔戈区。

## 历史
在过去的时代，朝圣者经过此桥前往圣伯多禄大殿，因此它也被称为“圣伯多禄桥”（pons Sancti Petri）。在6世纪，教宗额我略一世将城堡和此桥都以“圣天使”命名，传说天使长弥额尔在城堡的屋顶显现，宣布黑死病的结束。在1450年的禧年，由于大量朝圣者的到来，许多人落在河里淹死，故拆除了桥头的房屋以及一个罗马凯旋门，以便拓宽朝圣的通道。

## 景觀

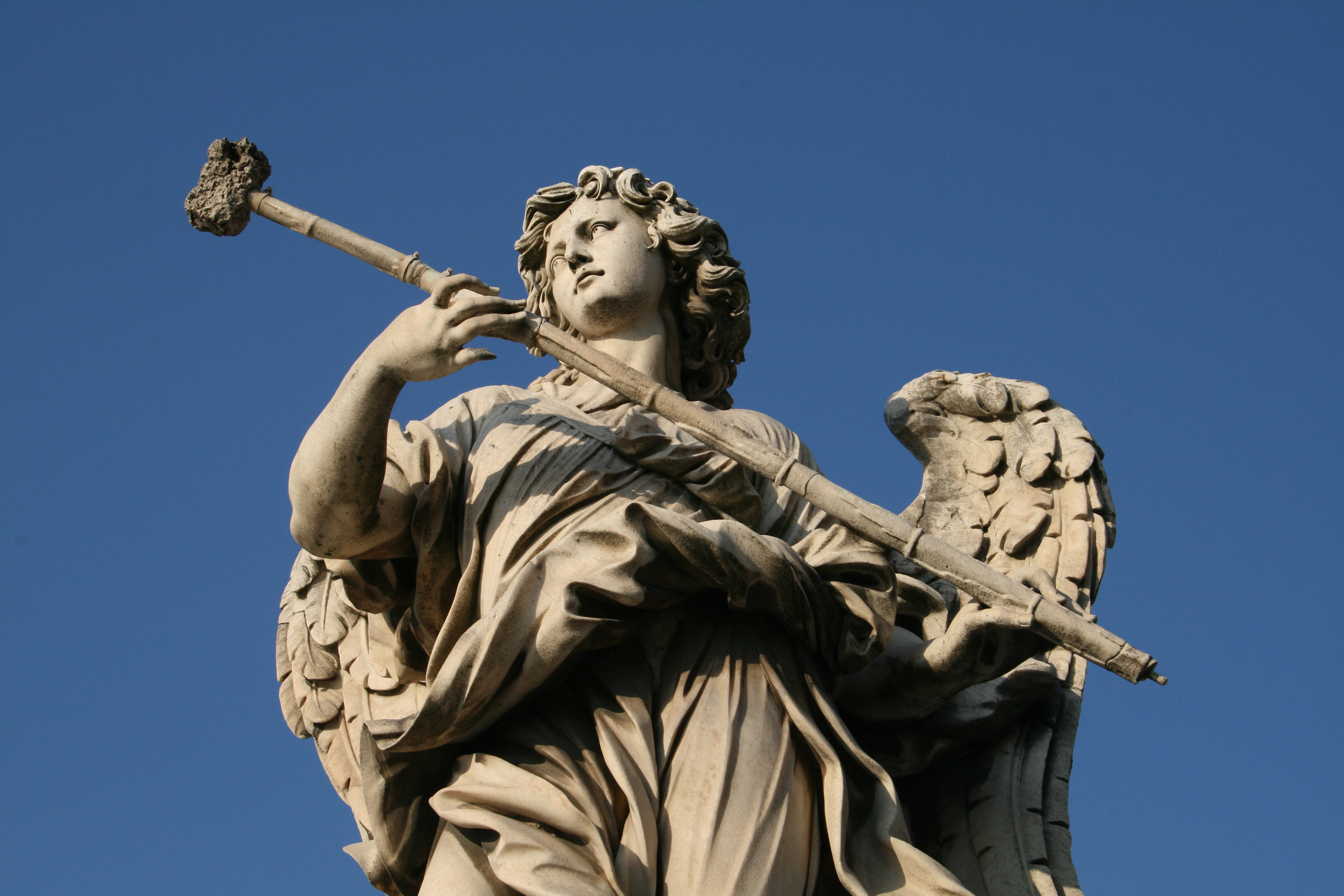
天使与沾醋的海绵
由 Antonio Giorgetti 所作

1. 天使与柱子(王座) (Antonio Raggi, inscription "Tronus meus in columna").[1]
2. 天使与皮鞭 (Lazzaro Morelli, inscription "In flagella paratus sum").[2]
3. 天使与荆棘冠冕 (济安·贝尼尼 and son Paolo, now in church of 方济会圣安德肋教堂. Copy on the bridge by Paolo Naldini (inscription "In aerumna mea dum configitur spina").[3]
4. 天使与耶稣的汗巾 （页面存档备份，存于） (Cosimo Fancelli, inscription Respice faciem Christi tui) （页面存档备份，存于）.[4]
5. 天使与紫色的袍 (Paolo Naldini, inscription "super vestimentum meum miserunt sortem").[5]
6. 天使与釘子 (Girolamo Lucenti, inscription "Aspicient ad me quem confixerunt").[6]
7. 天使与十字架 (Ercole Ferrata, registration "Cuius principatus super humerum eius").[7]
8. 天使与「犹太人的王」標題 （页面存档备份，存于） (Copy by Giulio Cartari（英语：Giulio Cartari） (inscription "Regnavit a ligno deus").[8]
9. 天使与沾醋的海绵 (Antonio Giorgetti, inscription "Potaverunt me aceto").[9]
10. 天使与长矛 (Domenico Guidi, inscription "Vulnerasti cor meum").[10]

在贝尼尼改修桥梁之前的雕像，只有宗徒伯多禄和宗徒保禄的保留了下来。

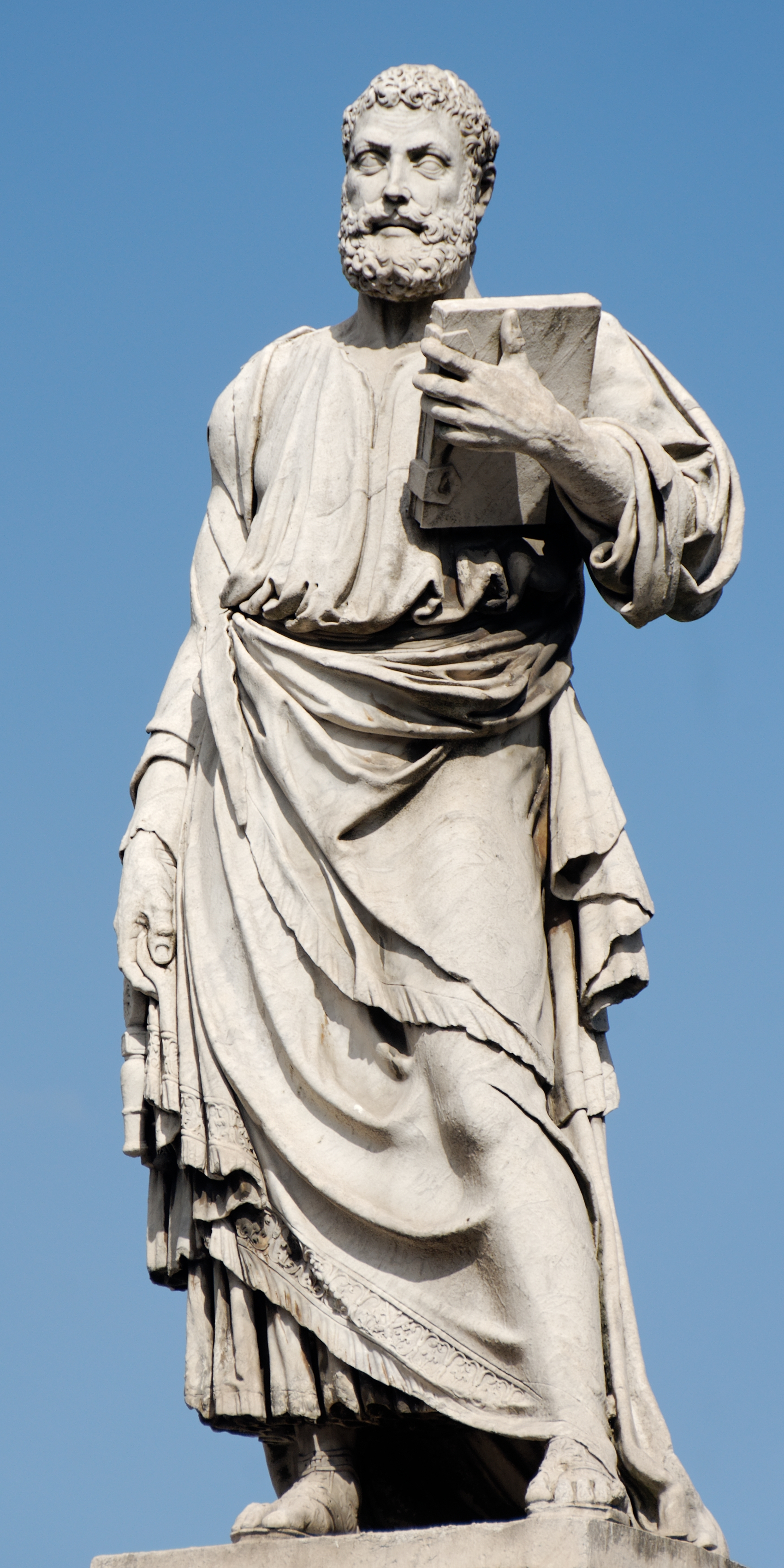
圣伯多禄宗徒
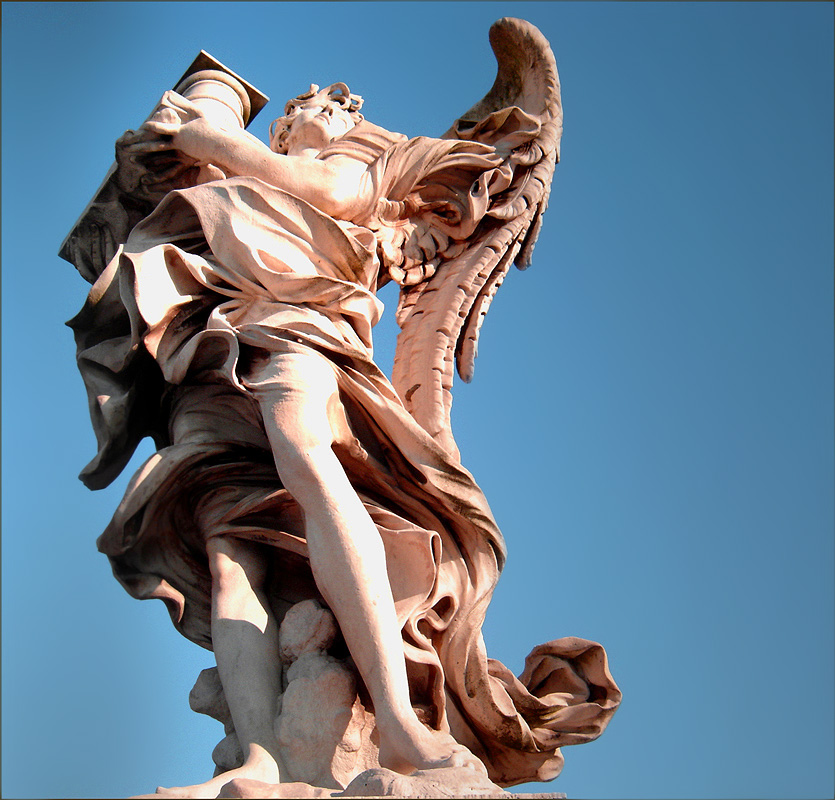
天使与柱子
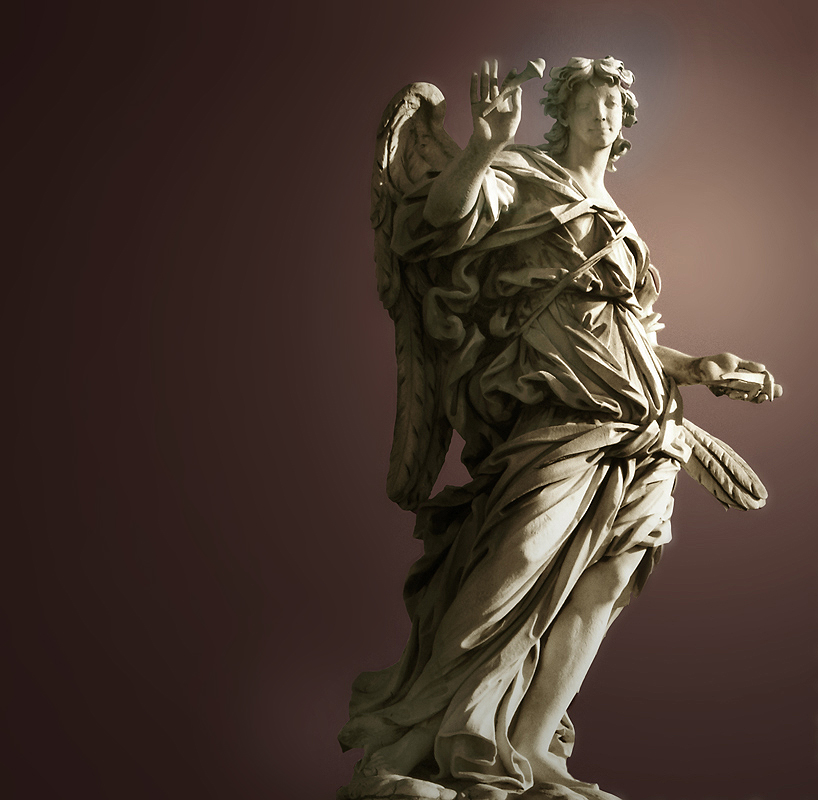
天使与釘子
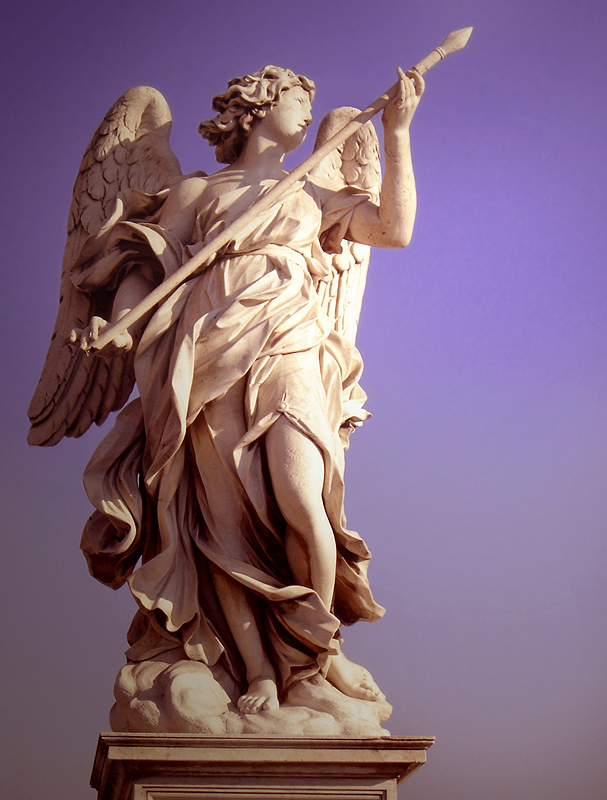
天使与长矛
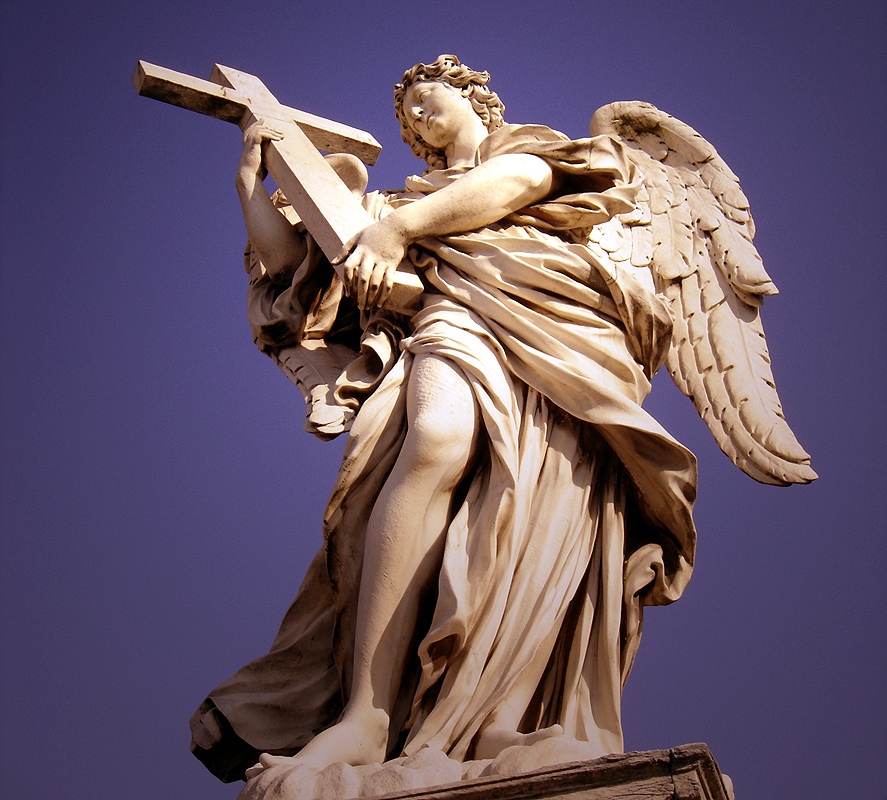
天使与十字架
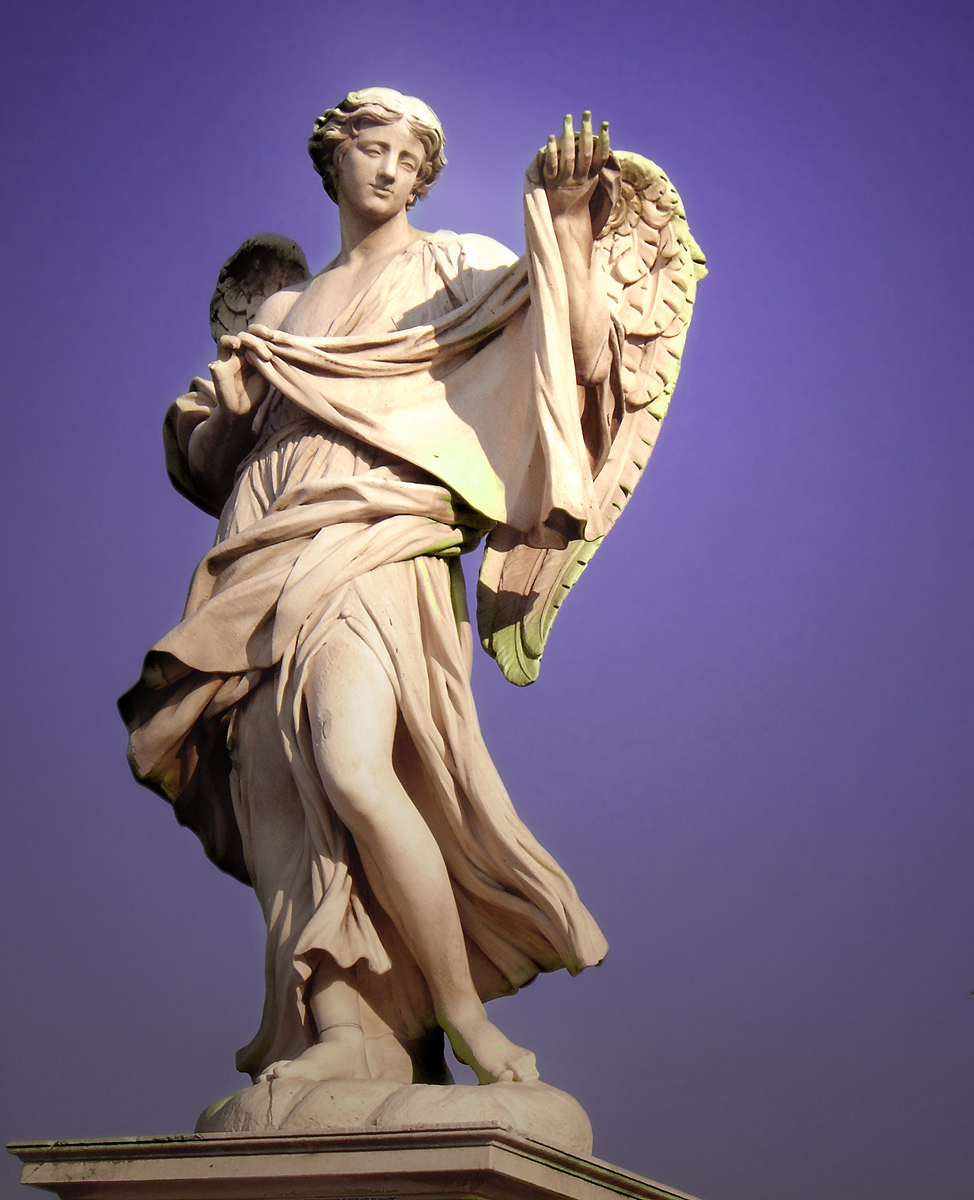
天使与耶稣的汗巾（英语：Veil of Veronica）
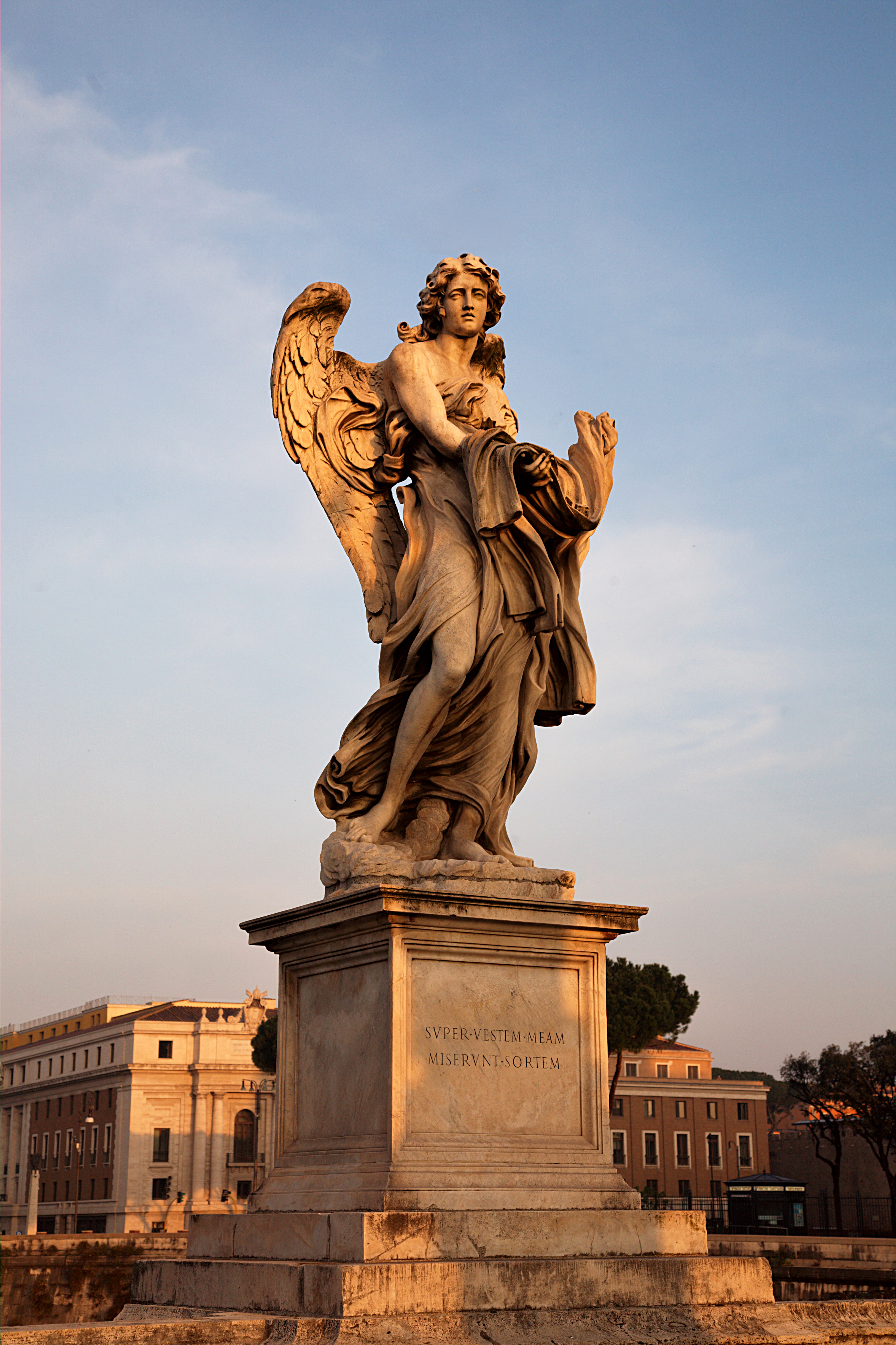
天使与紫色的袍
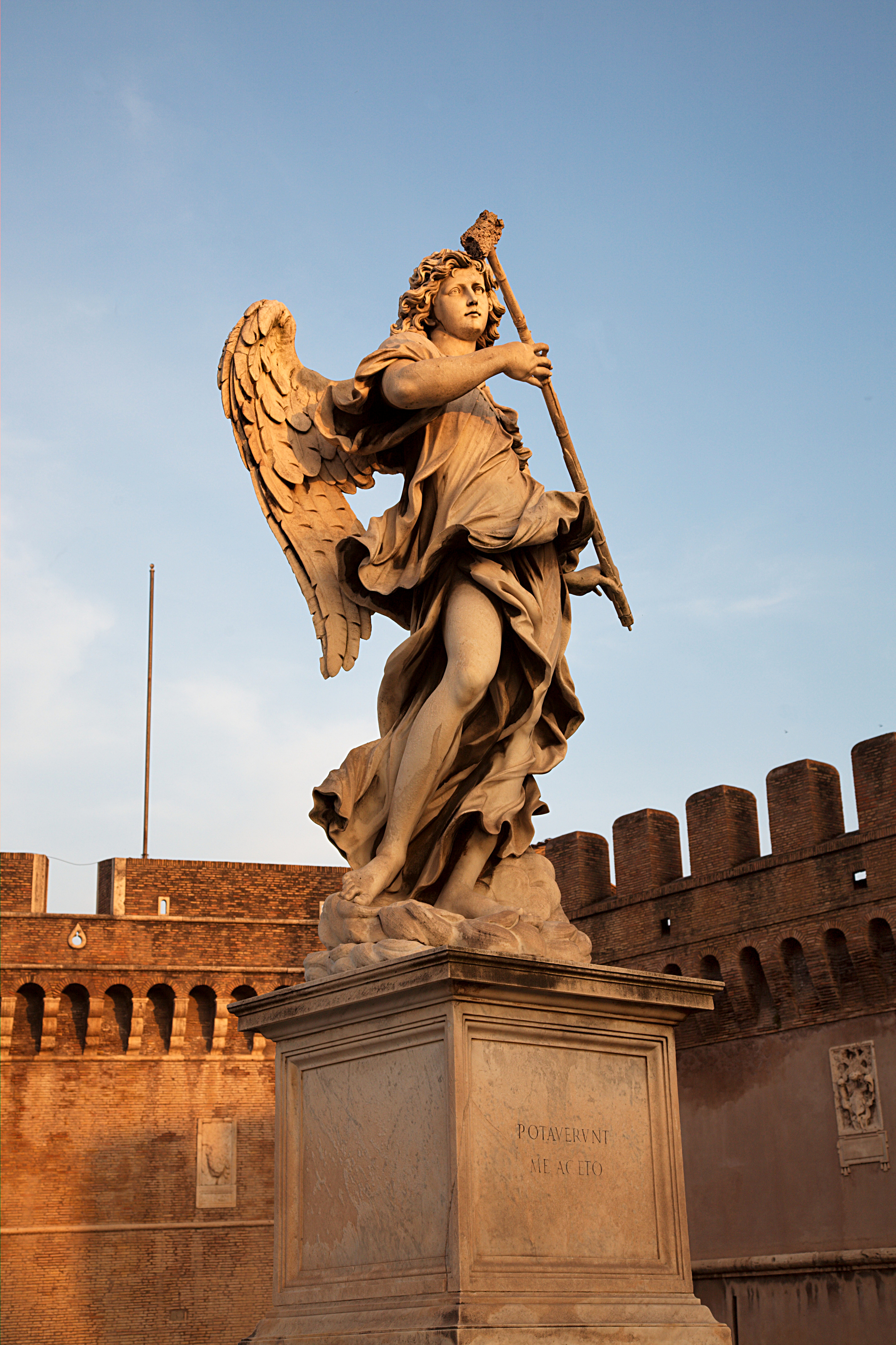
天使与沾醋的海绵
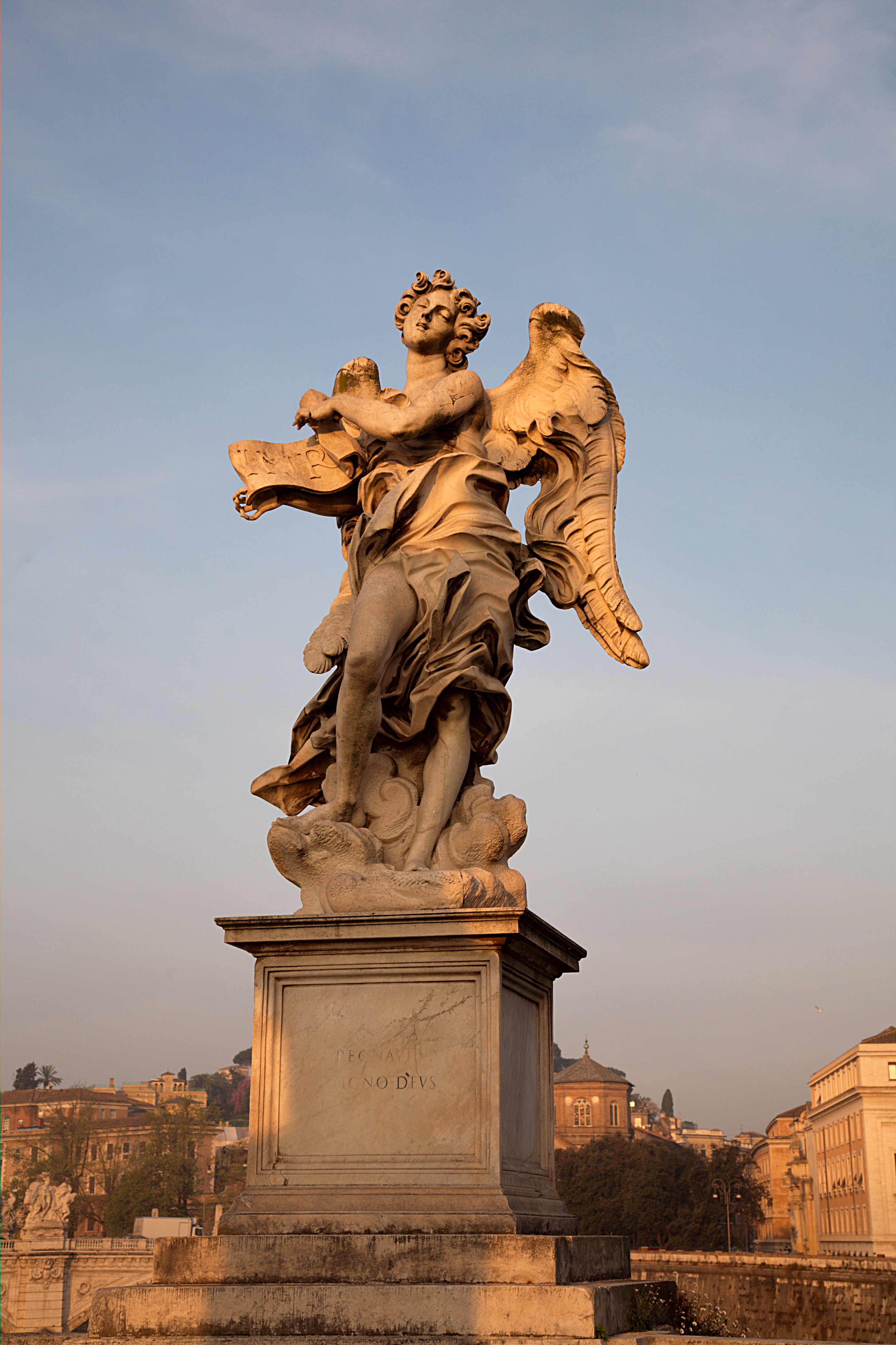
天使与「犹太人的王」標題
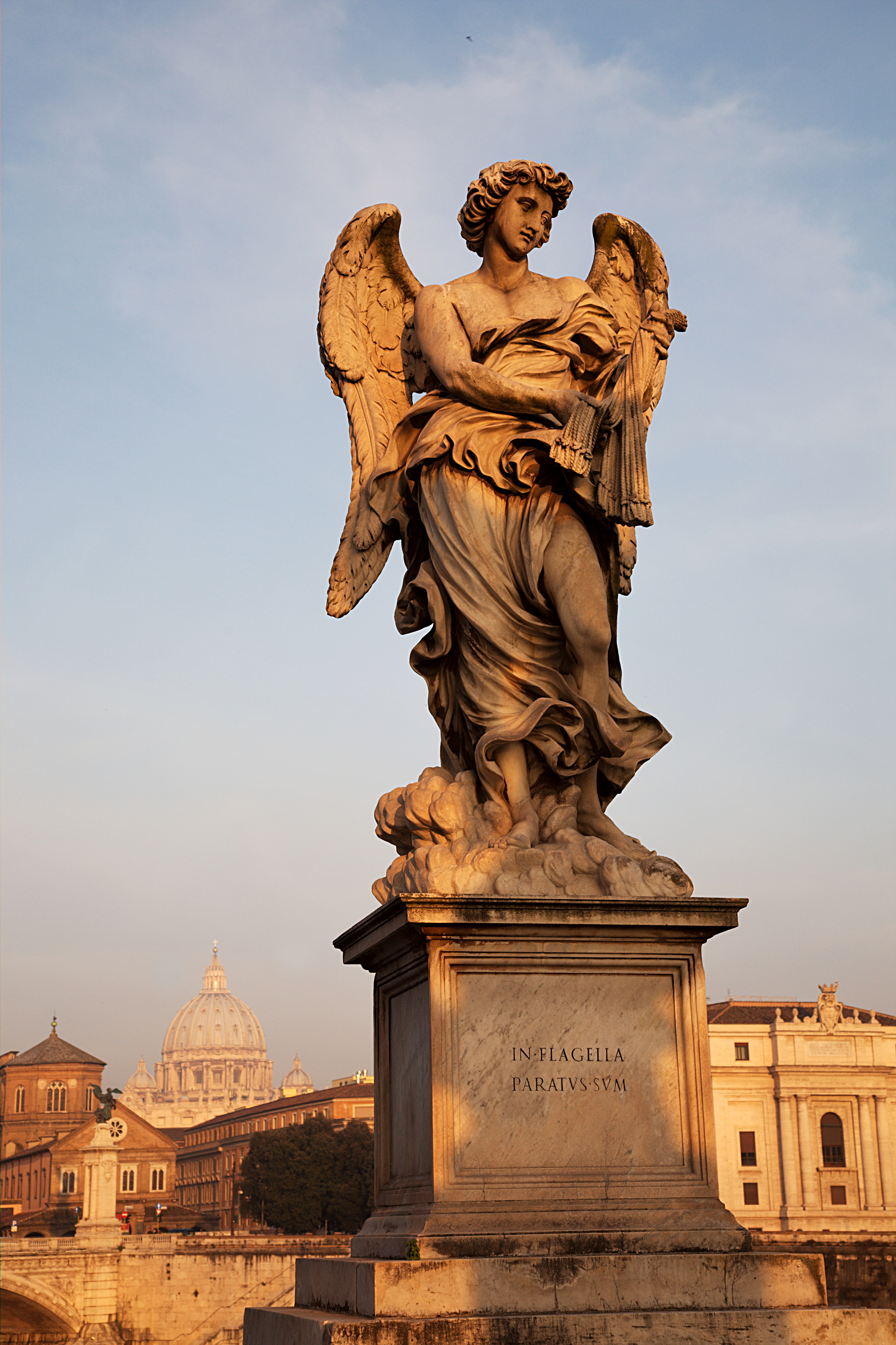
天使与皮鞭
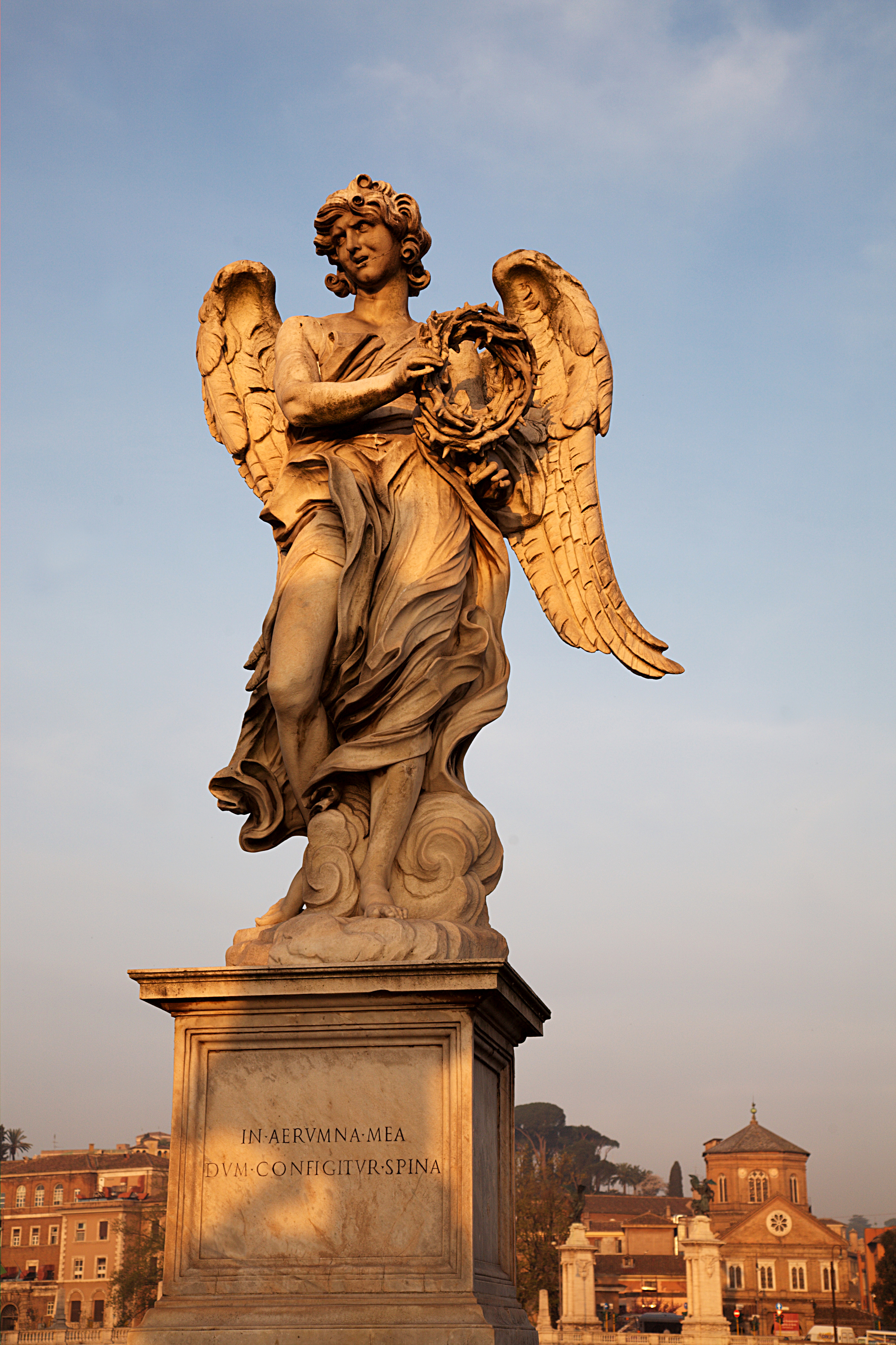
天使与荆棘冠冕
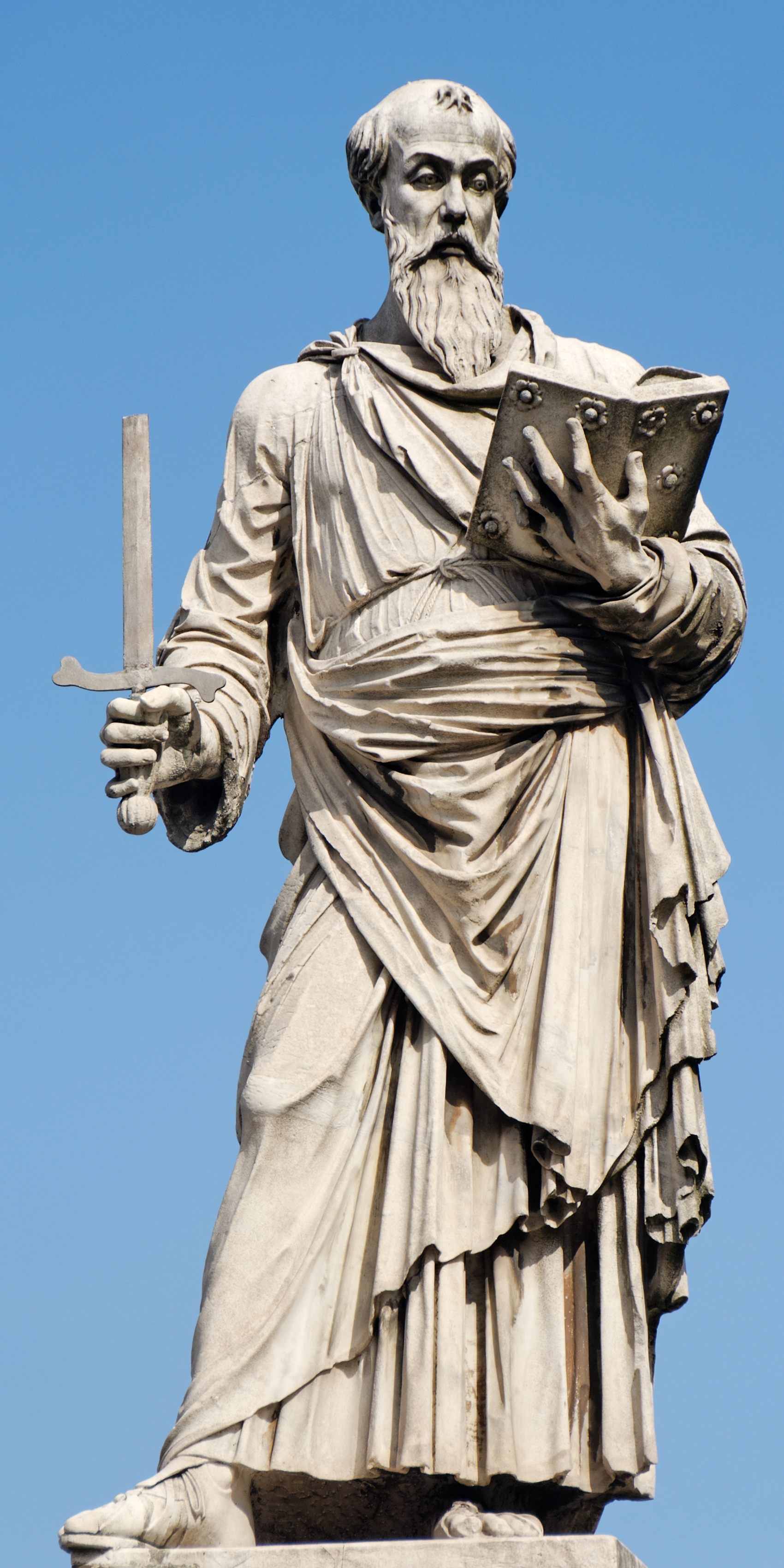
圣保禄宗徒

## 外部連結
维基共享资源上的相關多媒體資源：Ponte Sant'Angelo
- Ponte Sant'Angelo at Structurae （页面存档备份，存于）
- The Waters of Rome: Tiber River Bridges and the Development of the Ancient City of Rome （页面存档备份，存于）
- Ponte di Castel Sant'Angelo （页面存档备份，存于） Virtual 360° panorama and photos.
- Satellite image （页面存档备份，存于）
- Angels of the Passion Multimedia feature from Beliefnet.com

41°54′06″N 12°27′59.25″E / 41.90167°N 12.4664583°E